# Sunsundegui
Sunsundegui, S.A., fue una empresa española radicada en Alsasua (Navarra) y dedicada al carrozado de vehículos de gran tonelaje, especialmente autocares y trenes.
La empresa fue fundada en Irún (Guipúzcoa) en 1944, aunque en 1956 fue trasladada a Alsasua (Navarra), en una nueva fábrica recién construida. Alcanzó su récord de facturación en 2008, pero una mala gestión le llevó a una grave crisis económica que forzó que en 2009 el Gobierno de Navarra, a través de Sodena, se hiciera cargo de su gestión.
La empresa continuó operando con un nuevo récord de facturación en 2020 de 73,2 millones de euros, pero la abrupta bajada de ventas tras la pandemia de COVID-19 (llegando a bajar hasta los 26,6 millones de facturación en 2022), colocó a la compañía en una situación financiera muy delicada. En noviembre de 2024, la empresa solicitó el concurso de acreedores debido a dificultades financieras. Finalmente, en mayo de 2025 comenzó la fase de liquidación de la empresa.

## Historia

### Inicios
El primer taller de Sunsundegui fue fundado en Irún, en 1944 por el empresario irunés José Sunsundegui. La situación estratégica de la localidad, en la frontera entre España y Francia, propició la ubicación allí de la empresa, dedicada inicialmente a la reparación de material ferroviario.
En 1956 la empresa se trasladó a la localidad navarra de Alsasua, un punto importante del desarrollo ferroviario del siglo XX. Dedicada exclusivamente a la reparación de trenes de Renfe, la sociedad entró en una grave crisis cuando la compañía estatal comenzó a instalar sus propios talleres de reparación. En 1987, y cuando la situación era más grave, se hizo cargo de la gestión de la empresa un nuevo grupo directivo, que adaptó los servicios de la misma a la reparación y carrozado de trenes, autobuses y autocares.

### Afianzamiento
En la década de 1990, Sunsundegui comenzó su despegue, gracias a la exportación de sus vehículos a países como Israel y Reino Unido. Esto le llevó a firmar unos importantes acuerdos comerciales con Volvo para carrozar las plataformas motorizadas de la compañía sueca, comercializando así un sobre estos chasis de forma preferente.
A esta importante progresión se sumó su convenio con la compañía de ferrocarriles FEVE, que acometió a partir de 2000 un importante plan de modernización de su material ferroviario, encargado principalmente a Sunsundegui, que fabricó locomotoras y automotores para el organismo estatal. Asimismo, fabricó también trenes para Ferrocarriles de la Generalidad Valenciana. Estos trabajos le llevaron a establecer una alianza con la empresa guipuzcoana Construcciones y Auxiliar de Ferrocarriles (CAF) para acometer estos proyectos.
A finales de 2008, además, firmó un contrato con la compañía de transporte público de Dubái para la fabricación de 55 autobuses de lujo del modelo Sideral. Por ello, ese mismo año recibió el premio a la exportación del Gobierno de Navarra.

### Crisis
A pesar de esta gran progresión, una mala gestión de la empresa le llevó a quedar sumida en una grave crisis, alcanzando a finales de 2008 una deuda de 16 millones de euros, lo que le llevó a presentar dos EREs. En septiembre de 2009, ante la previsible quiebra de la compañía, el Gobierno de Navarra se hizo cargo de la misma a través de la Sociedad de Desarrollo de Navarra (Sodena) con el objetivo de «sanear la firma y recuperar el prestigio perdido».
Finalmente evitó la quiebra y para 2010 su plantilla era de 249 empleados.
A final de 2012 el Gobierno de Navarra decidió desinvertir en Sunsundegui, alcanzando en la primera mitad del año 2013 un acuerdo con los empleados y el equipo directivo, quienes se hicieron con el capital de la compañía.
Desde 2014 la empresa comenzó una nueva etapa de recuperación amparada en la nueva gestión y el éxito de sus nuevos modelos.
En 2018 firmó un importante contrato para suministrar 143 autocares de lujo SC5, seguido posteriormente en 2019 de otro contrato para la fabricación de 373 autobuses interurbanos del modelo SB3.
En 2020 tuvieron un récord de facturación de 73,2 millones de euros. En los siguientes dos años, la abrupta bajada de ventas tras la pandemia de COVID-19 colocó a la compañía en una situación financiera muy delicada.
En 2023, la sociedad esperaba hacerse con un contrato de Volvo Buses que supondría una gran inyección para el volumen de negocio, todavía en recuperación y que estimaba que podría colocar a la empresa en cifras de 800 empleados y 150 millones de facturación para 2028 (según un estudio de KPMG) por lo que se solicitó a Sodena una ayuda extraordinaria de 3 millones de euros para hacer frente a una rotura de caja.
En julio de 2024, después de recibir dos préstamos del Gobierno de Navarra de 4 millones de euros en diciembre de 2023 y otros 6 millones de euros en abril de 2024, se hizo público que Sunsundegui no podía hacer frente a la expansión de sus líneas de producción para comenzar la fabricación de los dos nuevos autobuses Volvo, con lo que perdían un potencial ingreso de 191,1 millones de euros, aunque decían que la compañía sueca mantendría la colaboración e inversión con ellos.

### Quiebra
El 5 de noviembre de 2024, el consejo de administración de Sunsundegui anunció que presentarían una solicitud de concurso de acreedores voluntario ante la falta de inversores industriales que permitiesen continuar con la actividad en el estado financiero en el que se encontraba la compañía.
El informe presentado por el administrador concursal en marzo de 2025 dejó claro que la continuidad de la compañía y sus 341 trabajadores en aquel momento pasaban necesariamente por la recepción de una oferta de inversión en firme, teniendo hasta ese momento cuatro ofertas de las cuales, sólo una, la de la belga Dumarey, podía considerarse apta.
Con el comienzo de abril de 2025, se iniciaron los trámites de ERE estipulados en la ley concursal, puesto que las cuentas de la compañía arrojaban una deuda acumulada de 48 millones de euros, frente a tan sólo 27 en activos, por lo que tras la retirada de la oferta de Dumarey, dejaba a la compañía sin posibilidad de continuidad salvo la aparición de un nuevo inversor.
El 16 de mayo de 2025, la jueza del Juzgado de lo Mercantil de Pamplona, autorizó a la compañía a despedir a 320 trabajadores ante la «nula previsión de que la actividad pueda reanudarse, generar ingresos suficientes para atender los compromisos inmediatos y desarrollarse con viabilidad». 18 trabajadores quedaron para realizar servicios mínimos y garantizar la liquidación de activos.
Tras la quiebra, en agosto de 2025 la Cámara de Comptos publicó un informe en el que se subrayaba que la imposibilidad de hacer frente al compromiso con Volvo condenó irremediablemente a la empresa a su desaparición. Además, cifró en 49 millones de euros las aportaciones de Sodena a Sunsundegui entre 2009 y 2024, siendo 35 únicamente en 2013 coincidiendo con la desvinculación del Gobierno de Navarra; y 9 millones entre 2023 y 2024 en lo que el informe calificaba como movimientos que no responden a criterios de buena gestión de fondos públicos, aunque sí destacaba el esfuerzo significativo para salvar la compañía.

## Actividad

### Autobuses

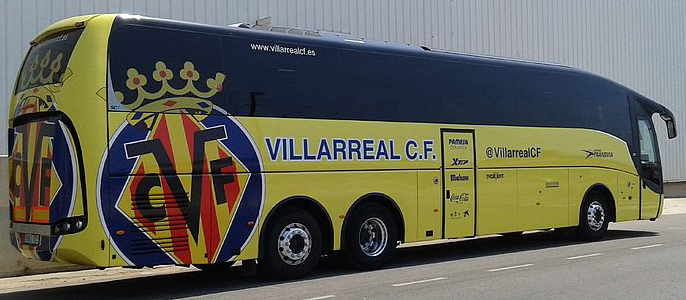
Sunsundegui SC7 con los colores del Villarreal C.F..

La actividad de Sunsundegui en el sector autobusístico consistió en el carrozado de plataformas motorizadas de diversas marcas de prestigio: Volvo, Mercedes-Benz, Scania, MAN e Irisbus.
Entre los productos fabricados en este sector, uno de los más cotizados fue el de los autocares de lujo, utilizados tanto para transporte público como por entidades privadas, con vehículos personalizados para equipos de fútbol y equipos ciclistas. La compañía de Alsasua fabricó los autocares de los equipos Caisse d'Epargne y Euskaltel-Euskadi, así como del Granada C.F. y la U.D. Almería. Además, la compañía también comercializó diversos modelos de autobuses urbanos e interurbanos.
La última gama estuvo compuesta por los modelos SC7, SC5 y SB3.
Hasta la década del 2010, también desarrolló modelos de autobuses para el transporte urbano. El conocido CityStylo, por ejemplo, que en Madrid se vio rodando sobre chasis MAN NL.262, durante más de una década, y de los cuales varios ejemplares acabaron donados por la empresa a la República Dominicana.
Con una adecuada renovación estética, y con motores Volvo y Mercedes-Benz, el CityStylo fue un modelo exitoso en varias empresas del Consorcio de Transportes de Madrid. Empresas como Boadilla tuvieron varios ejemplares, que posteriormente serían vendidos a otras empresas. Uno de estos Volvo B10L, por ejemplo, rodó hasta hace unos cinco años por las calles de Avilés.
Posteriormente, y con la entrada en escena del modelo interurbano Astral, se había decidido renovar el modelo. Tuvo un notable lavado de cara, hasta el punto de que con su nuevo nombre AstralVia, fue presentado en la Feria Internacional del Autobús y el Autocar (FIAA) de Madrid, en 2008, si bien no llegó a alcanzar el éxito de su antecesor.
Años más tarde, tras la salida al mercado del modelo interurbano SB3, no se contempló la creación de un modelo de autobús urbano.

### Trenes

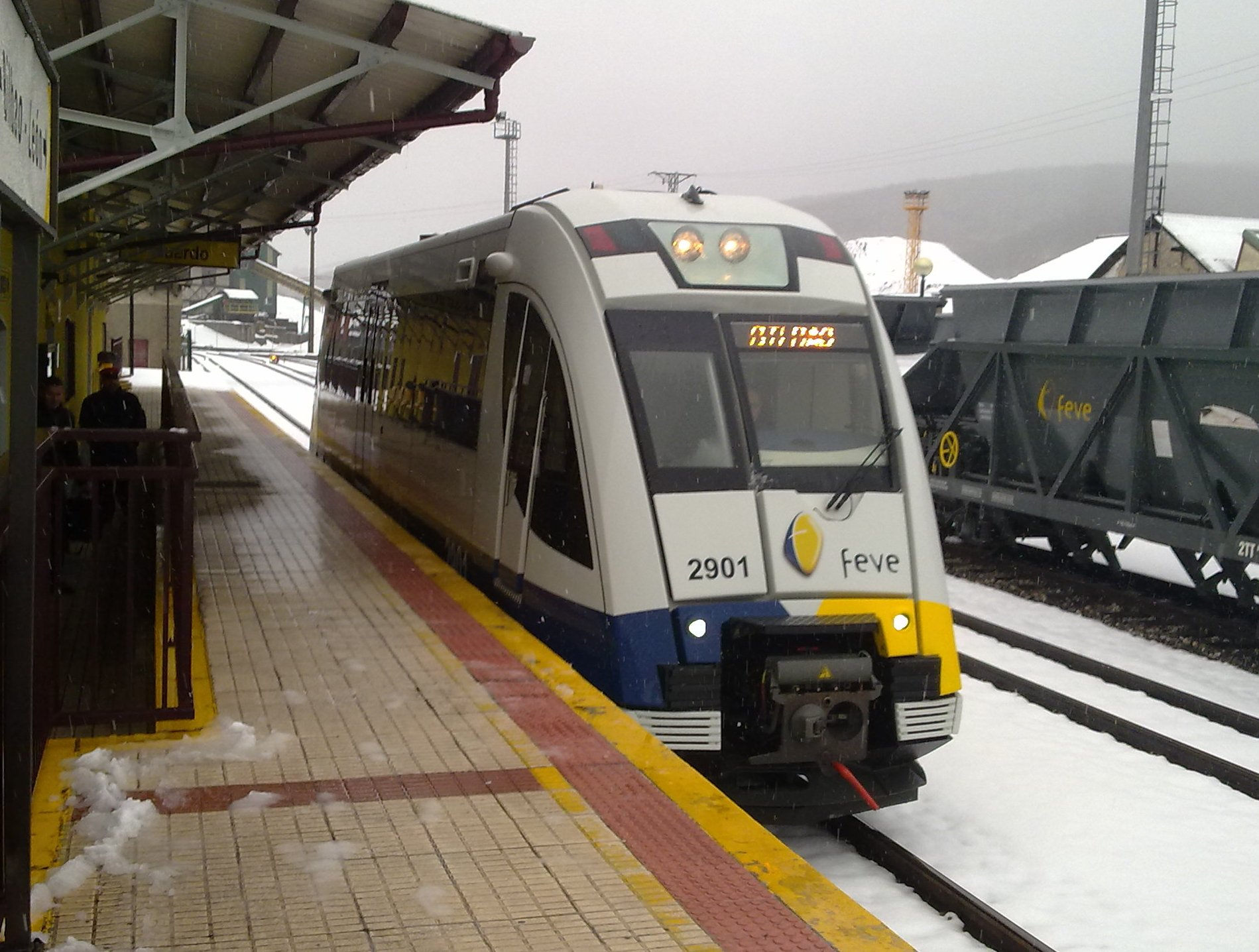
Una unidad 2900 de FEVE en la estación ferroviaria de Guardo.

Dentro del sector ferroviario, Sunsundegui y su aliada CAF fabricaron locomotoras y automotores para Renfe Operadora, FEVE, Ferrocarriles de la Generalidad Valenciana y Euskotren, aunque en el pasado se acometió la reparación y transformación de material de RENFE, como el recarrozado de los trenes de la WM+WR 100 de la RENFE entre 1973 y 1974. Dentro del programa de modernización de FEVE, Sunsundegui ha fabricado en su factoría de Alsasua los modelos de locomotoras híbridas serie 1900 (adaptación de las antiguas serie 1000 de Alsthom) y los automotores diésel serie 2600 y los modernos 2700 y 2900, puestos en servicio a partir de 2009.
Desde 2011 la empresa no ha tenido actividad en el sector ferroviario, concentrándose en el sector de autobuses.

#### Cifras
En el ámbito nacional, la compañía alcanzó cuotas de mercado del 16% en el segmento discrecional, y del 30% en el de cercanías.
Sunsundegui exportó autocares de lujo a Europa (Reino Unido, Irlanda, Islandia, Francia, Italia, Suiza, Austria, Alemania, República Checa, Eslovenia, Bosnia-Herzegovina, Croacia, Bielorrusia y Rusia), Asia (Israel y Emiratos Árabes) y África (Egipto).
En 2009 las cifras de ventas de autocares alcanzaron las 207 unidades, experimentando un importante descenso respecto al año anterior, en que vendió 494.